# Playlist: The Very Best of The Alan Parsons Project
Playlist: The Very Best of The Alan Parsons Project è un mixtape del gruppo musicale britannico The Alan Parsons Project, pubblicato nel maggio del 2013 dalla Sony Music.

## Descrizione
La raccolta è una selezione dei migliori brani del The Alan Parsons Project, fondato nel 1975 da Alan Parsons ed Eric Woolfson, e vengono rappresentati otto album rimanendo esclusi Tales of Mystery and Imagination Edgar Allan Poe del 1976 e Gaudi del 1987.
La quantità di brani estratti da ogni album è la seguente:
- 3 da I Robot del 1977
- 1 da Pyramid del 1978
- 1 da Eve del 1979
- 2 da The Turn of a Friendly Card del 1980
- 3 da Eye in the Sky del 1982
- 3 da Ammonia Avenue del 1984
- 1 da Vulture Culture del 1985
- 1 da Stereotomy del 1986

Nella raccolta vi è un solo brano strumentale.

## Tracce[1].
Testi e musiche di Eric Woolfson e Alan Parsons; edizioni musicali Arista Records.
1. Sirius (Eye in the Sky - 1982) – 1:55 – Strumentale
2. Eye in the Sky (Eye in the Sky - 1982) – 4:32 – Voce: Eric Woolfson • Cori: Chris Rainbow
3. I Wouldn't Want to Be Like You (I Robot - 1977) – 3:22 – Voce: Lenny Zakatek
4. Day After Day (The Show Must Go On) (I Robot - 1977) – 4:23 – Voce: Jack Harris • Cori: Eric Woolfson
5. Let's Talk About Me (Vulture Culture - 1985) – 4:29 – Voce principale: David Paton • Seconde voci: Mr. Laser Beam, Chris Rainbow e Eric Woolfson
6. What Goes Up (Pyramid - 1978) – 3:22 – Voce: Eric Woolfson
7. Don't Answer Me (Ammonia Avenue - 1984) – 4:12 – Voce: Eric Woolfson
8. Stereotomy (Stereotomy - 1986) – 7:17 – Voce principale: John Miles • Seconda voce: Eric Woolfson
9. Damned If I Do (Eve - 1979) – 4:53 – Voce: Lenny Zakatek
10. Games People Play (The Turn of a Friendly Card - 1980) – 4:23 – Voce: Lenny Zakatek
11. Time (The Turn of a Friendly Card - 1980) – 5:04 – Voce: Eric Woolfson
12. Psychobabble (Eye in the Sky - 1982) – 4:52 – Voce: Elmer Gantry
13. Prime Time (Ammonia Avenue - 1984) – 5:03 – Voce: Eric Woolfson
14. You Don't Believe (Ammonia Avenue - 1984) – 4:27 – Voce: Lenny Zakatek
15. Don’t Let it Show (I Robot - 1977) – 4:24 – Voce: Dave Townsend

Durata totale: 66:38

## Masterizzazione
Tutti i 15 brani sono stati rimasterizzati in digitale a cura di Dave Donnelly presso il DNA Mastering Studio City a Woodland Hills in California.